# Wieleń Południowy
Wieleń Południowy – jedna z dwóch stacji kolejowych w Wieleniu, w województwie wielkopolskim. Stacja jest nieczynna od 1994; dawniej obsługiwała ruch pasażerski i towarowy na linii kolejowej nr 206. Tereny stacji nie spełniają obecnie funkcji obsługi ruchu kolejowego – torowisko zostało rozebrane, a zabudowania zaadaptowane do innych celów.